# The Story So Far (группа)
The Story So Far — американская поп-панк группа из Уолнат-Крик, штат Калифорния. Состав сформирован в 2007 году, в него вошли: вокалист Паркер Кэннон, гитаристы Келен Капенер, Уилл Леви и Кевин Гейер, а также барабанщик Райан Торф.

## История

### Формирование (2007—2010)
The Story So Far образована в Уолнат-Крик, штат Калифорния, в 2007 году. Название группы было взято из песни New Found Glory «The Story So Far». В состав группы вошли вокалист Паркер Кэннон, соло-гитара Кевин Гейер, ритм-гитара Кевин Амброуз, басс-гитара Райан Торф и барабанщик Райан Торф. 22 декабря группа выпустила EP «5 Songs». Амброуз покинул группу, и его заменил Уилл Леви. В марте 2010 года группа подписала контракт с Pure Noise. Спустя два месяца группа выпустила EP While You Were Sleeping (2010). В ноябре группа выпустила Split.

### Under Soil and Dirt,What You Don’t SeeandSongsEP (2011—2014)
В июне Pure Noise выпустили дебютный альбом группы Under Soil and Dirt. 26 марта 2013 года группа выпустила свой второй студийный альбом What You Don’t See, и дебютировали под номером 46 в чарте Billboard 200 в США. 18 июня группа также выпустила сплит с Stick to Your Guns. Группа была на обложке мартовского выпуска Alternative Press «100 Bands You Need to Know» 2013 года. И группа выступала в Warped Tour 2014 в главной сцене.
24 апреля 2014 года The Story So Far объявили, что в 17 июня они выпустят акустический EP Songs Of с лейблом Pure Noise. В EP Songs содержит несколько акустических версий предыдущих песен, а также одну новую песню «Navy Blue» с кавером на Боба Марли.

### The Story So Far(2015—2016)
5 января 2015 года в официальном канале группы в YouTube было загружено видео под названием «The Story So Far Album Teaser #1». В видео показаны клипы, в котором участники группы с друзьями дурачятся и веселятся. В конце видеоролика текст с надписью «Мы пишем новый альбом, следите за новостями..» 23 февраля 2015 г. на тот же канал было загружено видео под названием «The Story So Far Album teaser #2», в котором показаны закулисные кадры группы. 15 марта группа объявила, что их одноимённый альбом выйдет 18 мая 2015 года. Вскоре после этого на YouTube были загружены «Solo» и «Heavy Gloom». 11 мая группа выпустила свой альбом. 19 мая альбом был загружен на свой веб-сайт.

### Proper Dose(2017 — настоящее время)
В апреле 2017 года, группа объявила о создании своего четвёртого студийного альбома. 13 сентября 2017 года группа выпустила песню «Out of It».
Альбом под названием Proper Dose был официально анонсирован 12 июля 2018 года, и был выпущен 21 сентября 2018 года. Proper Dose дебютировал под номером 19 в чарте Billboard 200, 21 сентября 2018 года группа выпустила свой первый клип Proper Dose на песню «Upside Down», позже группа сделала клипы на другие песни «Take Me As You Please» и «Proper Dose».

## Музыкальный стиль
Under Soil and Dirt (2011), What You Don’t See (2013), The Story So Far (2015) Записаны в стиле поп-панка. С четвёртым альбомом Proper Dose, ознаменовал отход от поп-панка, и переход к инди-рок. The Story So Far описывают как «Более резкий» взгляд на стиль поп-панка из-за их частых перемешок в своих песен с элементами хардкор-панка и панк-рока.

## Дискография

### Студийные альбомы
- Under Soil and Dirt (2011)
- What You Don’t See (2013)
- The Story So Far (2015)
- Proper Dose (2018)

## Члены группы

### Состав группы
- Паркер Кэннон — вокал (2007— н.в)
- Келен Капенер — бас-гитара (2007— н.в)
- Кевин Гейер — соло-гитара, бэк-вокал (2007— н.в)
- Райан Торф — ударные, перкуссия (2007— н.в)
- Уилл Леви — ритм-гитара, бэк-вокал (2010— н.в)

### Бывшие члены группы
- Кевин Эмброуз — ритм-гитара (2007—2010)